# مقام النبي هود وصالح
مقام النبي هود وصالح هو مقام بقبة واحدة يقع في مقبرة وادي السلام في النجف، بالعراق. ويعتقد السكان المحليون أنه يحتوي على قبري النبيين هود وصالح.

## التاريخ
كان هذا القبر معروفًا في القرون الأولى، ولكن أول من بنى هذا المرقد الحديث كان محمد مهدي بحر العلوم في القرن الثامن عشر الميلادي. كان البناء الأصلي مصنوعًا من الطوب الحجري مع الطبشور. وفي الوقت نفسه، ذكرت بعض الروايات من كتب الشيعة وجود قبور للنبيين هود وصالح فيه.

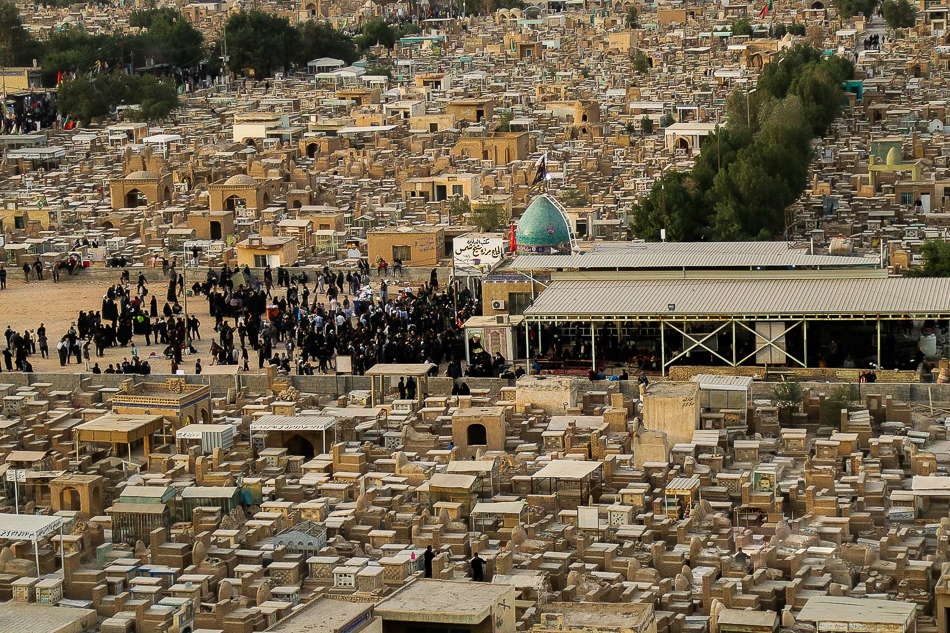
صورة جوية للضريح، التقطت في عام 2018

خلال الثورة العراقية، دخلت القوات البريطانية مقبرة وادي السلام، ودُنش الضريح في 17 تشرين الأول عام 1917 م. ثم في الأعوام من 1918 إلى 1919 م، أُصلح الضريح وأُجريَت تجديدات واسعة النطاق عليه. وبمساعدة الشركات الإيرانية، حصلت قبة الضريح على أعمال بلاط جديدة.
في عام 2018 م، وُضع حجر الأساس الجديد لإعادة بناء المرقد. تمت الموافقة على إعادة البناء من رئيس ديوان الوقف الشيعي، المدير الرئيس لقسم العتبات المقدسة للنجف. وأكّد رئيس ديوان الوقف الشيعي الحالي، علاء الموسوي، أن مرقدًا أكبر وأكثر زخرفة سيحل محل المرقد القديم.

## طالع أيضًا
- الإسلام في العراق
- زيارة
- مقبرة وادي السلام